# ストラトヴァリウス (2005年のアルバム)
ストラトヴァリウス(Stratovarius)は、フィンランドのパワーメタルバンド・ストラトヴァリウスの11枚目のスタジオアルバムである。

## 概要
前作『エレメンツ・パート2』の発売後、2003年末にティモ・コティペルトとヨルグ・マイケルが脱退。女性ヴォーカルのカタリーナ・ウィーアラーらの加入が伝えられるが、前ラインナップでのライブ契約が残っていた。4月ティモ・トルキがスペインのライブ翌日に暴漢に襲われた後、心の病でヘルシンキの精神病院に入院してしまいバンドは消滅状態であった。しかし、2005年初頭にヨルグとコティペルトの復帰とニューアルバムの制作が伝えられた。
バンド名を冠してのアルバムとなったが、スピードチューンが1曲もなく、今までのシンフォニック性や神秘的なメロディは消え、LAメタルのようなポップな曲が殆どであり、今までのストラトヴァリウスの音楽性とはかなり違っていた。ティモ・トルキは後にこのアルバムが好きでないことをインタビューで語っており、アルバム発売後のライブでもこのアルバムから演奏される曲は殆どない。
ベーシストのヤリ・カイヌライネンはこのアルバムの制作後に脱退。後に2008年にトルキが一方的な解散騒動の末に脱退するため、トルキとヤリが参加した最後のアルバムである。#3,#5は作曲ティモ・トルキ/作詞ティモ・コティペルト、皮肉にもメンバーの和解を描いた#9は作曲トルキ/作詞コティペルト、イェンス・ヨハンソン、その他は全曲ティモ・トルキによるものである。

## 収録曲
1. "マニアック・ダンス" - "Maniac Dance" – 4:34
2. "ファイト!!" - "Fight!!!" – 4:03
3. "ジャスト・キャリー・オン" - "Just Carry On" – 5:28
4. "バック・トゥ・マッドネス" - "Back to Madness" – 7:43
5. "ジプシー・イン・ミー" - "Gypsy in Me" – 4:28
6. "神々の黄昏" - "Götterdämmerung (Zenith of Power)" – 7:13
7. "ザ・ランド・オブ・アイス・アンド・スノウ" - "The Land of Ice and Snow" – 3:05
8. "リーヴ・ザ・トライブ " - "Leave the Tribe" – 5:42
9. "ユナイテッド" - "United" – 7:04

Bonus CD EXTRA

"ブレイク・ジ・アイス (Live)" -  "Break the Ice (LIVE)”'（日本版CD EXTRA収録のティモ・トルキヴォーカルによるライブ映像）

## 参加ミュージシャン
- ティモ・トルキ - Guitar, Vocals, Bass
- ティモ・コティペルト - Vocals
- ヤリ・カイヌライネン - Bass
- イェンス・ヨハンソン - Keyboards
- ヨルグ・マイケル - Drums